# Municipio de Highland (condado de Lincoln, Kansas)
El municipio de Highland (en inglés: Highland Township) es un municipio ubicado en el condado de Lincoln en el estado estadounidense de Kansas. En el año 2010 tenía una población de 61 habitantes y una densidad poblacional de 0,66 personas por km².

## Geografía
El municipio de Highland se encuentra ubicado en las coordenadas 38°54′29″N 98°25′23″O / 38.90806, -98.42306. Según la Oficina del Censo de los Estados Unidos, el municipio tiene una superficie total de 92.59 km², de la cual 92,02 km² corresponden a tierra firme y (0,62 %) 0,57 km² es agua.

## Demografía
Según el censo de 2010, había 61 personas residiendo en el municipio de Highland. La densidad de población era de 0,66 hab./km². De los 61 habitantes, el municipio de Highland estaba compuesto por el 98,36 % blancos, el 1,64 % eran amerindios. Del total de la población el 3,28 % eran hispanos o latinos de cualquier raza.